# Nicolae Mușat
Nicolae Costantin Mușat (Bucarest, 4 dicembre 1986) è un ex calciatore rumeno, di ruolo difensore.

## Palmarès

### Club

#### Competizioni nazionali
- Campionato rumeno: 1

Dinamo Bucarest: 2006-2007
- Supercoppa di Romania: 1

Dinamo Bucarest: 2012